# Deinacrida parva
Deinacrida parva is een rechtvleugelig insect uit de familie Anostostomatidae. De wetenschappelijke naam van deze soort is voor het eerst geldig gepubliceerd in 1894 door Buller.
1. ↑  (en) Deinacrida parva op de IUCN Red List of Threatened Species.